# Kościelne (województwo warmińsko-mazurskie)
Kościelne – osada w Polsce położona w województwie warmińsko-mazurskim, w powiecie bartoszyckim, w gminie Sępopol. Miejscowość wchodzi w skład sołectwa Rogielkajmy.
W latach 1975–1998 miejscowość administracyjnie należała do województwa olsztyńskiego.